# Mobarake
Mobarake (perski: مباركه) – miasto w Iranie, w ostanie Isfahan. W 2006 roku miasto liczyło 62 454 mieszkańców w 16 583 rodzinach.